# 畠山雄二
畠山 雄二（はたけやま ゆうじ、1966年 - ）は、日本の言語学者、東京農工大学工学部准教授。

## 人物
静岡県浜松市出身。東北大学大学院情報科学研究科博士課程修了、「英語の構文研究に関する一考察及びその生成理論に対する理論的帰結」で博士（情報科学）。1998年年東京農工大学専任講師、2002年助教授、07年准教授。
理論言語学の領域での研究が多い。心理学・哲学のバックグラウンドも持ち、その背景を生かした理論言語学への所見を表明することがある。
理論言語学、特に文法に関する研究では、自動詞構文、焦点化構文、話題化構文などに関する研究があり、そこでは精緻化の加速する統語構造一辺倒の理論構成ではなく、情報構造にも目配りがなされており、伝統的な手堅いタイプの言語学者と見られている。これに関連し、リチャード・ケインの理論に忠実な副詞類の理論であるジレルモ・チンケの非常に多重な機能範疇を持つ節構造には辛辣な批判を述べる一方、ルイジ・リッツィなどに代表される左周縁構造/分離CP構造仮説に関しては経験的基盤からの寄与がある。
所属が工学系であり、その交流を活かした学際的な研究も行っており、言語に関わる様々な研究を広く網羅したハンディな百科事典の編者も務めた。一方、英語学の専門的な内容を実用向けにわかりやすく紹介した著書もあり、多面的に活躍しようとしていることが窺える。
時に政治的な発言を公にすることがあり、藤原正彦の倫理思想と親近性がある（また、餃子好きという点でも共通している）。
趣味はギターで、研究室のリンクから演奏を見ることができる（テクノポリス、ボヘミアンラプソディなど）。演歌好きでもある。

## 著書

### 単著
- 『情報科学のための自然言語学入門―ことばで探る脳のしくみ』（丸善、2003）
- 『ことばを科学する 理論言語学の基礎講義』鳳書房, 2003.10
- 『理工系のための英文記事の読み方』東京図書, 2003.12
- 『情報科学のための理論言語学入門―脳内文法のしくみを探る』（丸善、2004）
- 『英語の構造と移動現象 生成理論とその科学性』鳳書房, 2004.2
- 『科学英語読本 例文で学ぶ読解のコツ』丸善, 2005.3
- 『言語学の専門家が教える新しい英文法 あなたの知らない英文法の世界』（ベレ出版、2006）
- 『科学英語の読み方 実際の科学記事で学ぶ読解のコツ』丸善, 2007.7
- 『科学英語を読みこなす 思考力も身につく英文記事読解テクニック』丸善, 2010.9
- 『理系の人はなぜ英語の上達が早いのか』草思社, 2011.6
- 『ことばの分析から学ぶ科学的思考法 理論言語学の考え方』大修館書店, 2012.11
- 『科学英語を読みとくテクニック 実際の英文記事でトレーニングする読解・分析・意訳』丸善出版, 2012.12
- 『大人のためのビジネス英文法』くろしお出版, 2015.4
- 『英文徹底解読スティーブ・ジョブズのスタンフォード大学卒業式講演』ベレ出版, 2015.7
- 『英語で学ぶ近現代史　外国人は歴代総理の談話をどう読んだのか』（開拓社、2017）
- 『英文徹底解読ボブ・ディランのノーベル文学賞受賞スピーチ』ベレ出版, 2019.2
- 『エマ・ワトソンの国連スピーチを英語で読む 「男らしさ」と「女らしさ」の呪縛から逃れるために』開拓社, 2021.1

### 共編著
- 『理科実験で科学アタマをつくる 観察・仮説・検証』編著, サイエンス倶楽部,秋田カオリ著. ベレ出版, 2009.6
- 『日本語の教科書』編著（ベレ出版、2009）
- 『大学で教える英文法』編. くろしお出版, 2011.4
- 『日英語の構文研究から探る理論言語学の可能性』編. 開拓社, 2012.11
- 『くらべてわかる英文法』編. くろしお出版, 2012.4
- 『書評から学ぶ理論言語学の最先端』編. 開拓社, 2013.6
- 『数理言語学事典』編著, 本田謙介,今仁生美,松崎拓也, 宮尾祐介, 但馬康宏,田中江扶著. 産業図書, 2013.7
- 『ことばの本質に迫る理論言語学』編,岸本秀樹,谷口一美, 本田謙介,田中江扶,藤田耕司[執筆]. くろしお出版, 2014.2
- 『ことばの仕組みから学ぶ和文英訳のコツ』編, 田中江扶,谷口一美,秋田喜美, 本田謙介,内田聖二, 成瀬由紀雄著. 開拓社, 2014.6
- 『日英比較構文研究』本田謙介, 田中江扶共著. 開拓社, 2015.11
- 『徹底比較日本語文法と英文法』編著, 平田一郎,寺田寛, 岸本秀樹,本田謙介, 田中江扶,今仁生美 執筆. くろしお出版, 2016.4
- 『英語版で読む日本人の知らない日本国憲法』英文解読, 池上彰解説. KADOKAWA, 2016.6
- 『最新理論言語学用語事典』編集. 朝倉書店, 2017.8
- 『理論言語学史』編. 開拓社, 2017.9
- 『時制と相 (ネイティブ英文法 1)』田中江扶, 本田謙介共著. 朝倉書店, 2018.12
- 『正しく書いて読むための英文法用語事典』編. 朝倉書店, 2019.9
- 『英文の基本構造 (ネイティブ英文法 4)』本田謙介, 田中江扶共著. 朝倉書店, 2020.12
- 『英語上達40レッスン 言語学から見た4技能の伸ばし方』編, 縄田裕幸 [ほか] 著. 朝倉書店, 2020.7

### 翻訳
- Bjorn Gustavii『うまい!と言われる科学論文の書き方 ジャーナルに受理される論文作成のコツ』丸善, 2005.3
- 英国物理学会 監修, A.ウィルソン 他著『研究者のための上手なサイエンス・コミュニケーション』秋田カオリ共訳. 東京図書, 2006.9
- John Kirkman『完璧!と言われる科学論文の書き方 筋道の通った読みやすい文章作成のコツ』秋田カオリ共訳. 丸善, 2007.4
- Vernon Booth『まずはココから!科学論文の基礎知識』谷川正弘共訳. 丸善, 2008.2
- Rob Barnes『大学生のための成功する勉強法 タイムマネジメントから論文作成まで』秋田カオリ共訳. 丸善, 2008.6
- Janice R.Matthews, Robert W.Matthews『成功する科学論文 ライティング・投稿編』秋田カオリ共訳. 丸善, 2009.12
- Janice R.Matthews, Robert W.Matthews『成功する科学論文 構成・プレゼン編』秋田カオリ共訳. 丸善, 2009.5
- Robert A.Day『科学英語表現19のツボ おもしろいように伝わる!』大森充香共訳. 丸善出版事業部, 2010.7
- Christopher S. Lobban, Maria Schefter『実験レポート作成法』大森充香共訳. 丸善出版, 2011.12
- Gary Blake, Robert W.Bly『テクニカル・ライティング必須ポイント50』大森充香共訳. 丸善出版, 2011.6
- Rodney Huddleston, Geoffrey K. Pullum『「英文法大事典」シリーズ 0-10 編集委員長, 藤田耕司,長谷川信子,竹沢幸一監訳. 開拓社, 2017-21